# Barrett (Minnesota)
Barrett es una ciudad ubicada en el condado de Grant en el estado estadounidense de Minnesota. En el Censo de 2010 tenía una población de 415 habitantes y una densidad poblacional de 76,16 personas por km².

## Geografía
Barrett se encuentra ubicada en las coordenadas 45°54′47″N 95°54′17″O / 45.91306, -95.90472. Según la Oficina del Censo de los Estados Unidos, Barrett tiene una superficie total de 5.45 km², de la cual 5.4 km² corresponden a tierra firme y (0.86%) 0.05 km² es agua.

## Demografía
Según el censo de 2010, había 415 personas residiendo en Barrett. La densidad de población era de 76,16 hab./km². De los 415 habitantes, Barrett estaba compuesto por el 100% blancos, el 0% eran afroamericanos, el 0% eran amerindios, el 0% eran asiáticos, el 0% eran isleños del Pacífico, el 0% eran de otras razas y el 0% pertenecían a dos o más razas. Del total de la población el 0.48% eran hispanos o latinos de cualquier raza.